# 인디와이어
인디와이어(IndieWire)는 영화 비평과 영화 산업 관련 소식을 전하는 웹사이트이다.
1996년 1월 15일 독립 영화 관련 일간지로 시작했다. 이후 1998년 1월 12일 웹사이트로 전환했다. 전환 후 초기에는 유료로 서비스되었으나, 1년도 안되어 무료 서비스로 전환했다.